# Hamburg-Alsterdorf
Alsterdorf ist ein Stadtteil im Bezirk Hamburg-Nord der Freien und Hansestadt Hamburg.

## Geografie

### Geografische Lage
Alsterdorf liegt an der namensgebenden Alster, die den Stadtteil von Nordost nach Südwest durchfließt. Im Uhrzeigersinn grenzt Alsterdorf im Osten an den Stadtteil Ohlsdorf, im Süden an Winterhude und Eppendorf sowie im Westen an Groß Borstel.

## Geschichte
Alsterdorf wurde erstmals 1219 als „Alsterthorpe“ urkundlich erwähnt und gehörte seit dem 14. Jahrhundert abwechselnd zum Kloster Harvestehude (dem späteren St. Johannis-Stift) sowie zum holsteinischen Amt Trittau und kam somit 1773 unter dänische Verwaltung. 1470 bestanden vier Hufnerstellen im Dorf, bis 1573 kamen noch zwei Kätner hinzu. 1718 wurde am Alsterlauf in Höhe der heutigen Straße Knappe Böge eine Brauerei mit Bierausschank errichtet, die 1722 um eine Rossmühle erweitert wurde. Mitte des 18. Jahrhunderts versuchten die Bewohner Alsterdorfs mehrfach die Alster aufzustauen, was aber von Hamburg erfolgreich unterbunden wurde. 1803 gelangte Alsterdorf im Tausch mit Dänemark gegen Bilsen bei Quickborn endgültig in hamburgischen Besitz (genauer gesagt in den des Klosters St. Johannis), womit die Stadt die letzte Gebietslücke ihres Alsterbesitzes schließen konnte. Während der Franzosenzeit gehörte Alsterdorf ebenso wie Fuhlsbüttel, Klein Borstel, Struckholt, Ohlsdorf und Winterhude zur 7. Mairie in Langenhorn. Seit 1830 gehörte es zur Landherrenschaft der Geestlande.
Bis zur Mitte des 19. Jahrhunderts war Alsterdorf ein reines Bauern- und Handwerkerdorf mit weniger als 150 Einwohnern. Um 1860 erwarb der Pastor Heinrich Matthias Sengelmann, nach dem später eine Straße im Stadtteil benannt worden ist, eine Kate im Ort und gründete dort ein Heim für Behinderte, die heutige Evangelische Stiftung Alsterdorf. Seit den 1870er Jahren siedelten sich mehrere Bleichereien und Wäschereien an sowie 1919 die Vera-Filmwerke. Ab 1920 entstanden erste Villenviertel an der Braband- und Inselstraße, 1935–1938 die Gartenstadt zwischen Heilholtkamp und der Hochbahntrasse.
Das heutige Straßenbild in Alsterdorf ist von verschiedenen architektonischen Stilen und Epochen geprägt. Die Alsterdorfer Straße wird sowohl von Neubauten als auch von Stadthäusern, Gründerzeithäusern und Kleinstadt-Häuschen gesäumt. Ebenso findet man im gesamten Stadtteil typische Rotklinkersiedlungen im Stil des Backsteinexpressionismus. 

## Bevölkerung

### Einwohnerentwicklung
| Jahr        | 1987   | 1988   | 1989   | 1990   | 1991   | 1992   | 1993   | 1994   | 1995   | 1996   | 1997   | 1998   | 1999   | 2000   |
| ----------- | ------ | ------ | ------ | ------ | ------ | ------ | ------ | ------ | ------ | ------ | ------ | ------ | ------ | ------ |
| Einwohner   | 12.455 | 12.487 | 12.551 | 12.563 | 12.520 | 12.449 | 12.622 | 12.577 | 12.476 | 12.209 | 12.027 | 11.847 | 11.827 | 12.180 |
|             |        |        |        |        |        |        |        |        |        |        |        |        |        |        |
| Jahr        | 2001   | 2002   | 2003   | 2004   | 2005   | 2006   | 2007   | 2012   | 2017   | 2019   | 2022** | 2023   |        |        |
| Einwohner * | 12.379 | 12.480 | 12.723 | 12.825 | 12.872 | 12.955 | 13.012 | 13.657 | 14.428 | 15.204 | 15.136 | 15.108 |        |        |

### Statistik
- Anteil der unter 18-Jährigen: 15,9 % [Hamburger Durchschnitt: 16,8 % (2023)].[5]
- Anteil der über 64-Jährigen: 19,4 % [Hamburger Durchschnitt: 17,8 % (2023)].[6]
- Ausländeranteil: 13,7 % [Hamburger Durchschnitt: 20,7 % (2023)].[7]
- Arbeitslosenquote: 4,5 % [Hamburger Durchschnitt: 6,2 % (2023)].[8]

Das durchschnittliche Einkommen je Steuerpflichtigen beträgt in Alsterdorf 59.971 Euro jährlich (2020), der Hamburger Gesamtdurchschnitt liegt bei 48.035 Euro.

## Politik
Für die Wahl zur Hamburgischen Bürgerschaft gehört Alsterdorf zum Wahlkreis Fuhlsbüttel – Alsterdorf – Langenhorn.
Bei den Bürgerschaftswahlen 2025, 2020, 2015, 2011, 2008, 2004, 2001, 1997, 1993, 1991, 1987 und 1986 kam es zu folgenden Ergebnissen:
| Wahljahr | SPD    | CDU    | Grüne (a) | Linke (b) | AfD    | FDP    | Übrige     |
| -------- | ------ | ------ | --------- | --------- | ------ | ------ | ---------- |
| 2025     | 34,0 % | 23,4 % | 20,5 %    | 07,9 %    | 05,3 % | 02,5 % | 06,4 %     |
| 2020     | 38,2 % | 12,1 % | 26,9 %    | 07,1 %    | 04,0 % | 06,5 % | 05,2 %     |
| 2015     | 48,1 % | 15,1 % | 12,4 %    | 05,9 %    | 05,6 % | 09,7 % | 04,2 %     |
| 2011     | 39,8 % | 22,5 % | 12,0 %    | 04,5 %    | –      | 08,8 % | 03,4 %     |
| 2008     | 31,4 % | 45,7 % | 10,7 %    | 04,8 %    | –      | 05,7 % | 01,7 %     |
| 2004     | 30,1 % | 47,3 % | 13,6 %    | –         | –      | 04,3 % | 04,7 %     |
| 2001     | 36,7 % | 28,8 % | 09,2 %    | 00,1 %    | –      | 06,3 % | 18,9 % (c) |
| 1997     | 33,0 % | 32,9 % | 14,7 %    | 00,4 %    | –      | 05,2 % | 13,8 %     |
| 1993     | 37,3 % | 28,6 % | 14,0 %    | –         | –      | 05,4 % | 14,7 % (d) |
| 1991     | 41,9 % | 39,2 % | 08,5 %    | –         | –      | 07,8 % | 02,7 %     |
| 1987     | 41,2 % | 43,6 % | 06,7 %    | –         | –      | 07,9 % | 00,6 %     |
| 1986     | 36,0 % | 46,3 % | 10,2 %    | –         | –      | 06,7 % | 00,8 %     |

Bei den Wahlen zur Bezirksversammlung gehört der Stadtteil zum Wahlkreis Groß Borstel / Alsterdorf / Ohlsdorf / Fuhlsbüttel. Bei Bundestagswahlen zählt Alsterdorf zum Bundestagswahlkreis Hamburg-Nord.

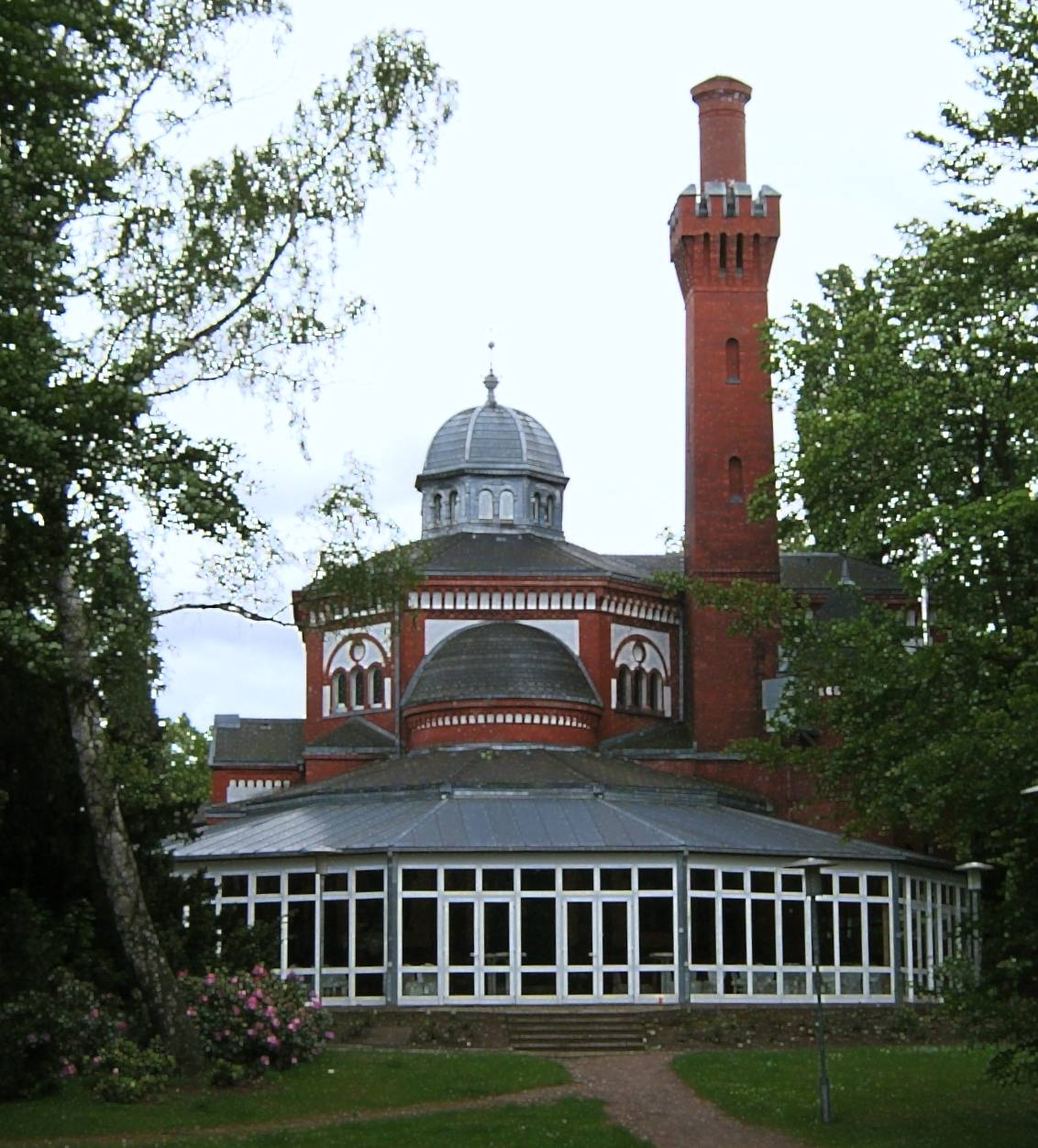
„Altes Krematorium“

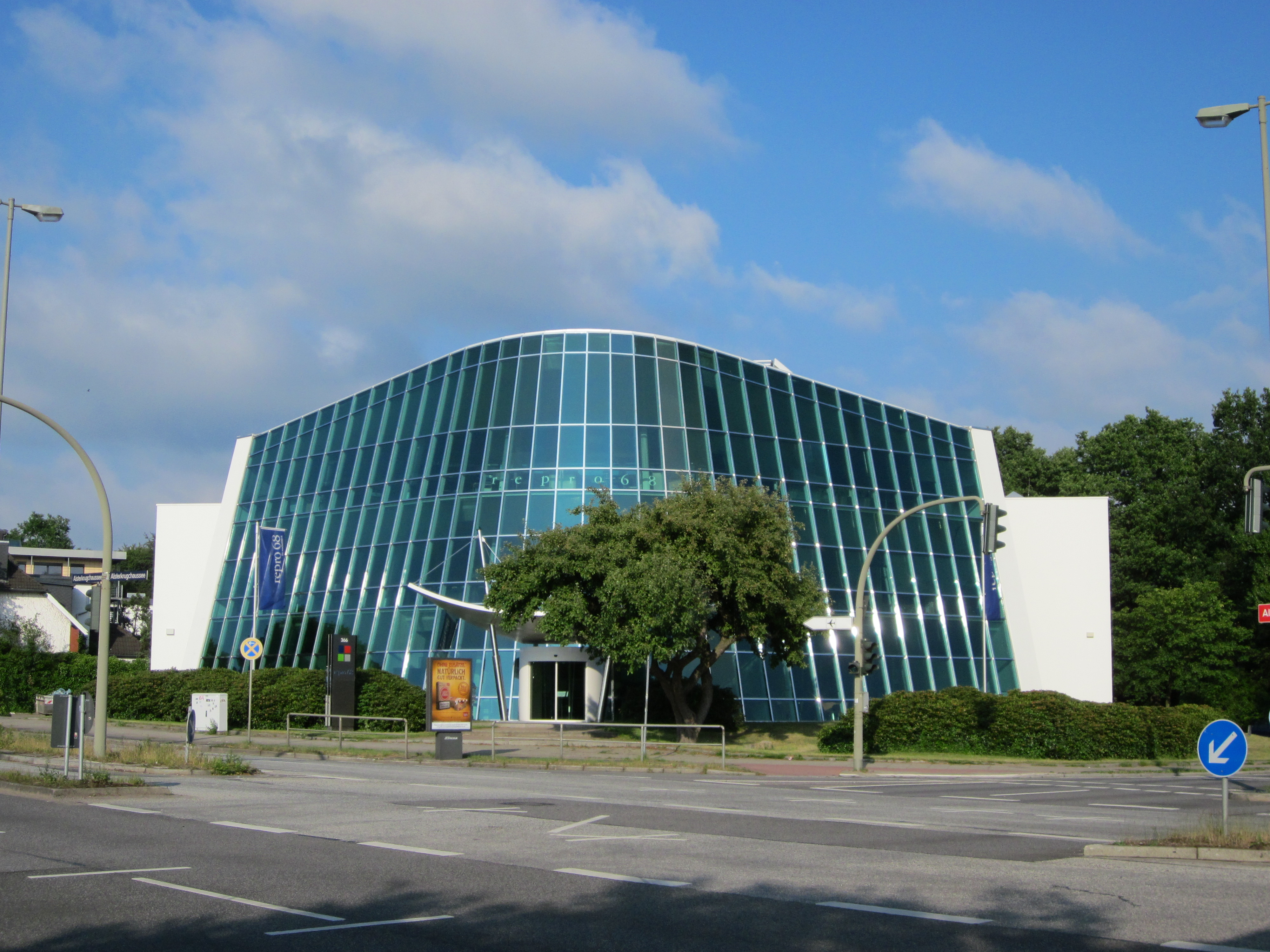
Neben klassischem Backstein gibt es auch moderne Gewerbebauten in Alsterdorf

## Kultur und Sehenswürdigkeiten

### Bauwerke
Das Alte Krematorium des Hauptfriedhofs Ohlsdorf liegt auf dem Gebiet des Stadtteils Alsterdorf an der Alsterdorfer Straße. Es ist mit dem Errichtungsjahr 1890/91 das älteste Krematoriumsgebäude modernen Typs in Deutschland. Dazu gehörte ein mittlerweile eingeebneter Urnenhain. Es wurde 1933 durch das Neue Krematorium auf dem nahegelegenen Friedhofsgelände des Hauptfriedhofes ersetzt. Nachdem der Verfall drohte, wurde das Alte Krematorium im Jahre 2000 zu einem Restaurant umgebaut. 2007 wurde das Gebäude verkauft und der Umbau in eine Schule begonnen. Das Schulkonzept wurde von den Leitern der Kinderwelt Hamburg e. V. entwickelt. Im September 2009 wurde die bilinguale Zukunftsschule Flachsland mit Räumlichkeiten für 120 Primarkinder und 60 Elementarkinder eröffnet.

### Friedhöfe in Alsterdorf
Urnenfriedhof des Feuerbestattungsvereins zu Hamburg
In der Zeit zwischen 1904 und 1955 für Beisetzungen von Urnen genutzte Bestattungsfläche auf dem Betriebsgelände des sogenannten Alten Krematoriums. Die Betreibergesellschaft, der Feuerbestattungsverein zu Hamburg, übergab die Verwaltung der Friedhofsfläche 1915 an den Hauptfriedhof Ohlsdorf.

### Parks
Ein Teil des Alsterwanderwegs verläuft durch Alsterdorf. Dieser Abschnitt, der direkt am Fluss Alster gelegen ist, gehört zum Alsteroberlauf (auch: Streek).

### Sport
Der SC Sperber Hamburg von 1898 ist der örtliche Sportverein. Seine Fußballmannschaft spielte von 1966 bis 1969 und von 1970 bis 1972 in der Fußball-Regionalliga Nord.

## Wirtschaft und Infrastruktur

### Verkehr
1879 wurde zwischen Winterhuder Marktplatz und Ohlsdorf eine Pferdeomnibuslinie eingerichtet, die auch Alsterdorf anbindet. Sie wird bereits ein Jahr später durch eine Pferdestraßenbahn, die über Winterhude weiter in die Hamburger Innenstadt fährt, ersetzt.
Mit den Haltestellen Sengelmannstraße und Alsterdorf gibt es zwei Haltepunkte der Hamburger U-Bahn-Linie 1 in dem Stadtteil. Die Fahrtzeit mit der U1 bis zur Station des Hamburger Hauptbahnhofs (Süd) beträgt 18 bis 20 Minuten. Parallel zur U-Bahn-Strecke führt das Gleis der Güterumgehungsbahn. Die im Bau befindliche Bahnlinie U5 soll künftig auch die Station Sengelmannstraße anbinden.
Außerdem wird der Stadtteil durch diverse Buslinien des HVV erschlossen. Besonders die Metrobuslinie 19 durchquert weite Teile des Quartiers und bietet Anbindungen ins südlich angrenzende Winterhude (Lattenkamp, Winterhuder Marktplatz, Sierichstraße) sowie weiter über Harvestehude und Rotherbaum Richtung Innenstadt. Zudem verbindet der Metrobus 23 Alsterdorf mit Fuhlsbüttel und führt weiter nach Niendorf einerseits sowie nach Barmbek andererseits. Der Metrobus 26 sorgt ebenfalls für eine Querverbindung nach Barmbek sowie nach Winterhude und Eppendorf.

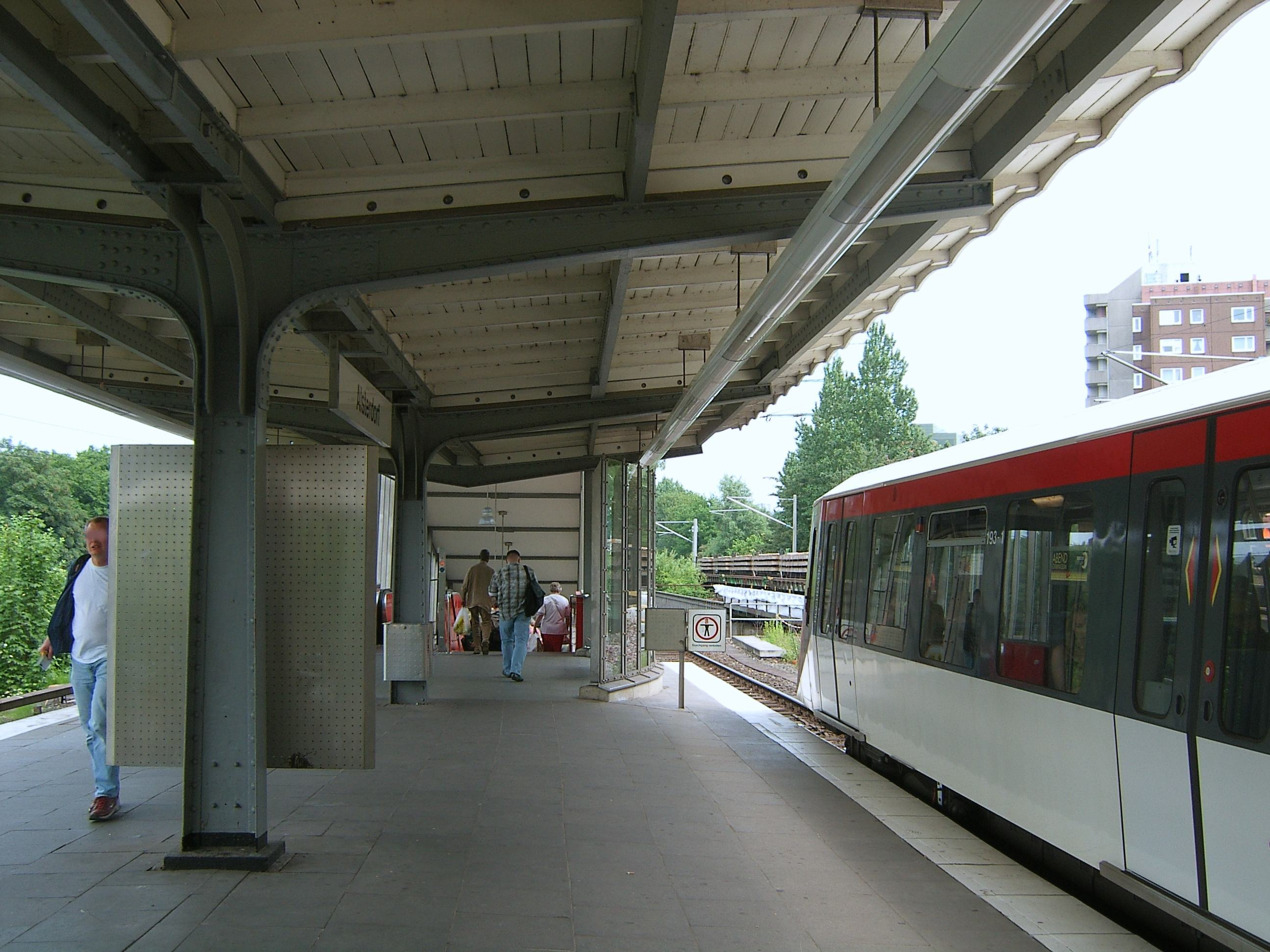
U-Bahnhof Alsterdorf
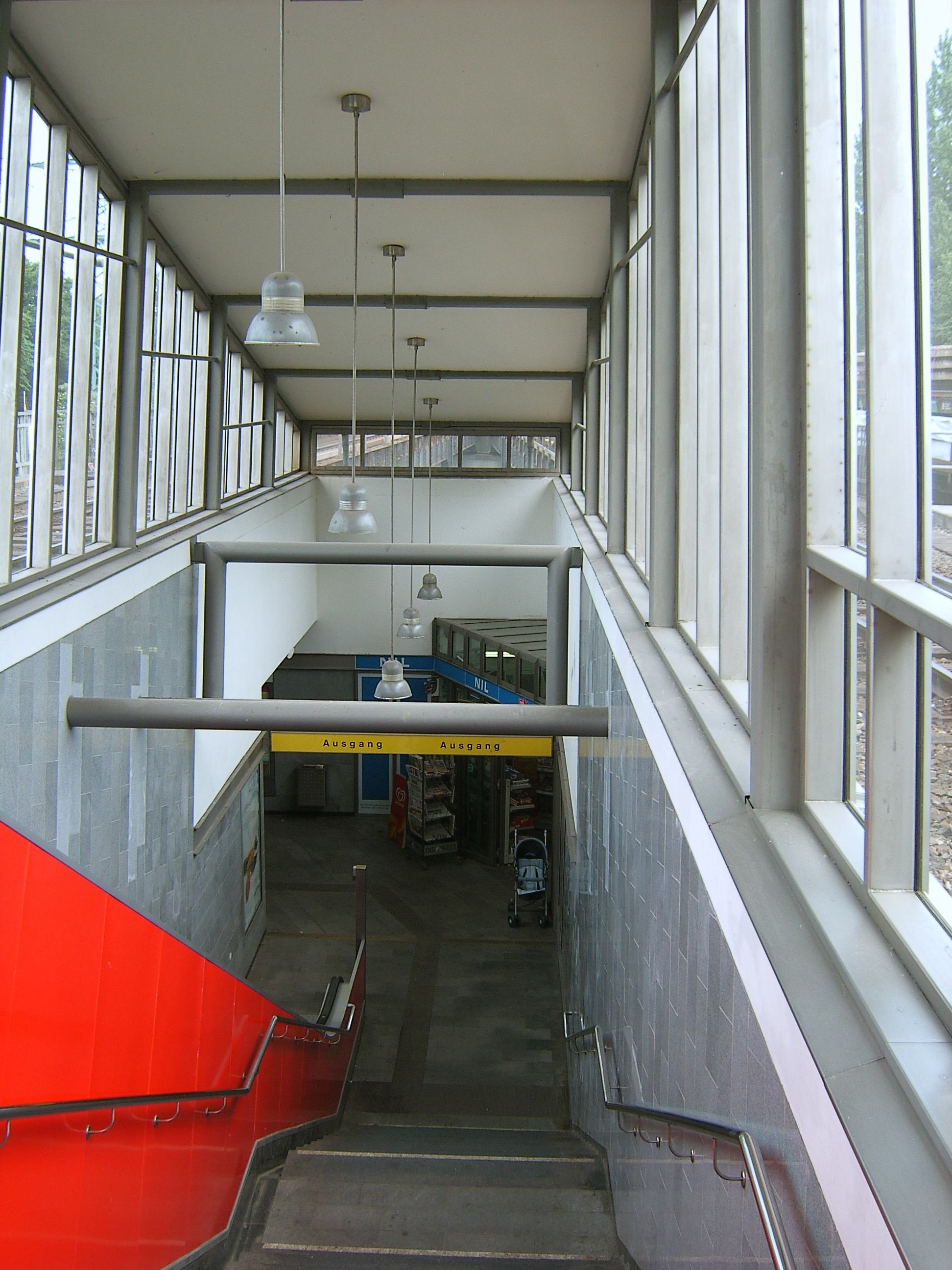
U-Bahnhof Alsterdorf
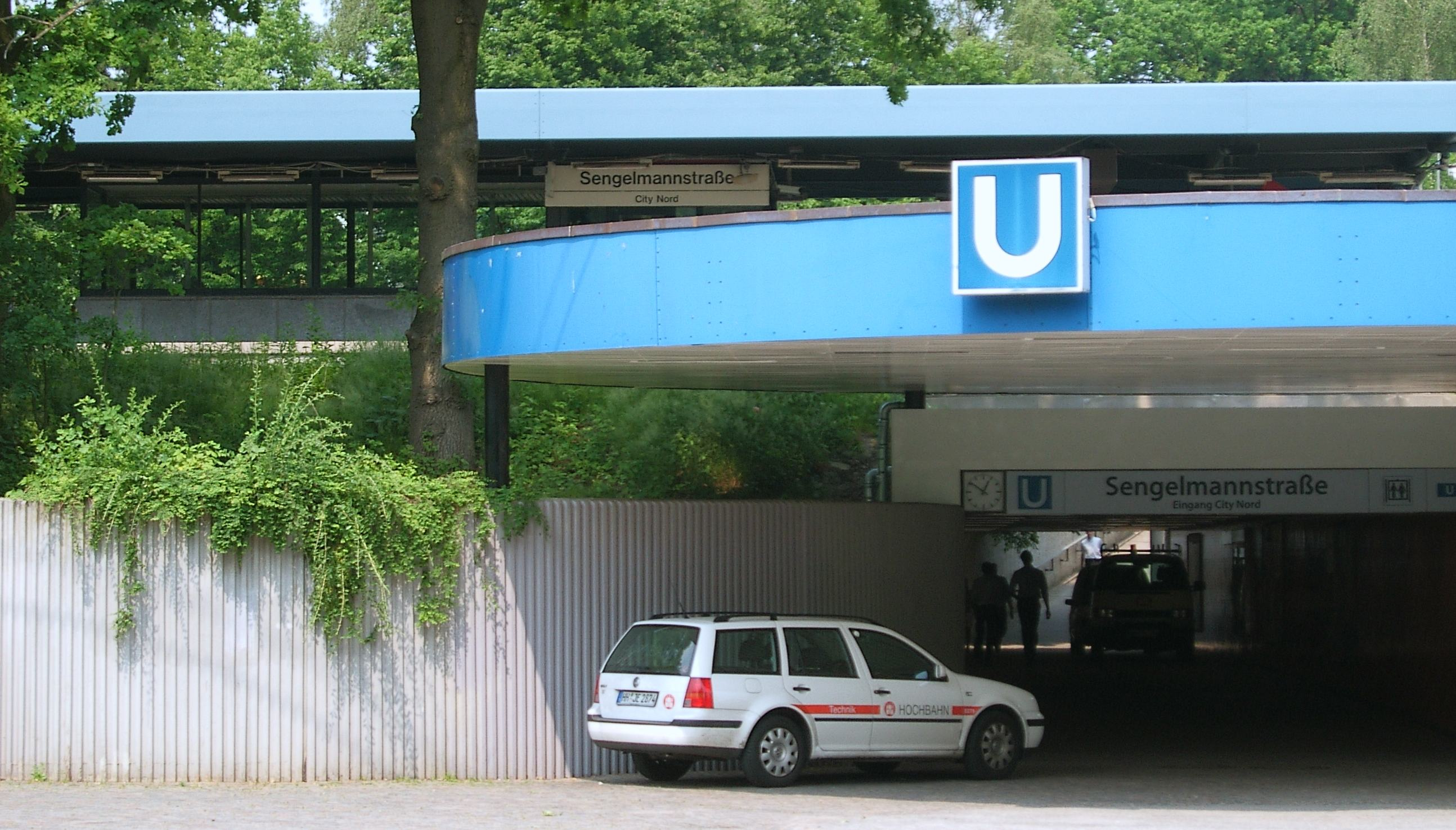
U-Bahnhof Sengelmannstraße

## Öffentliche Einrichtungen

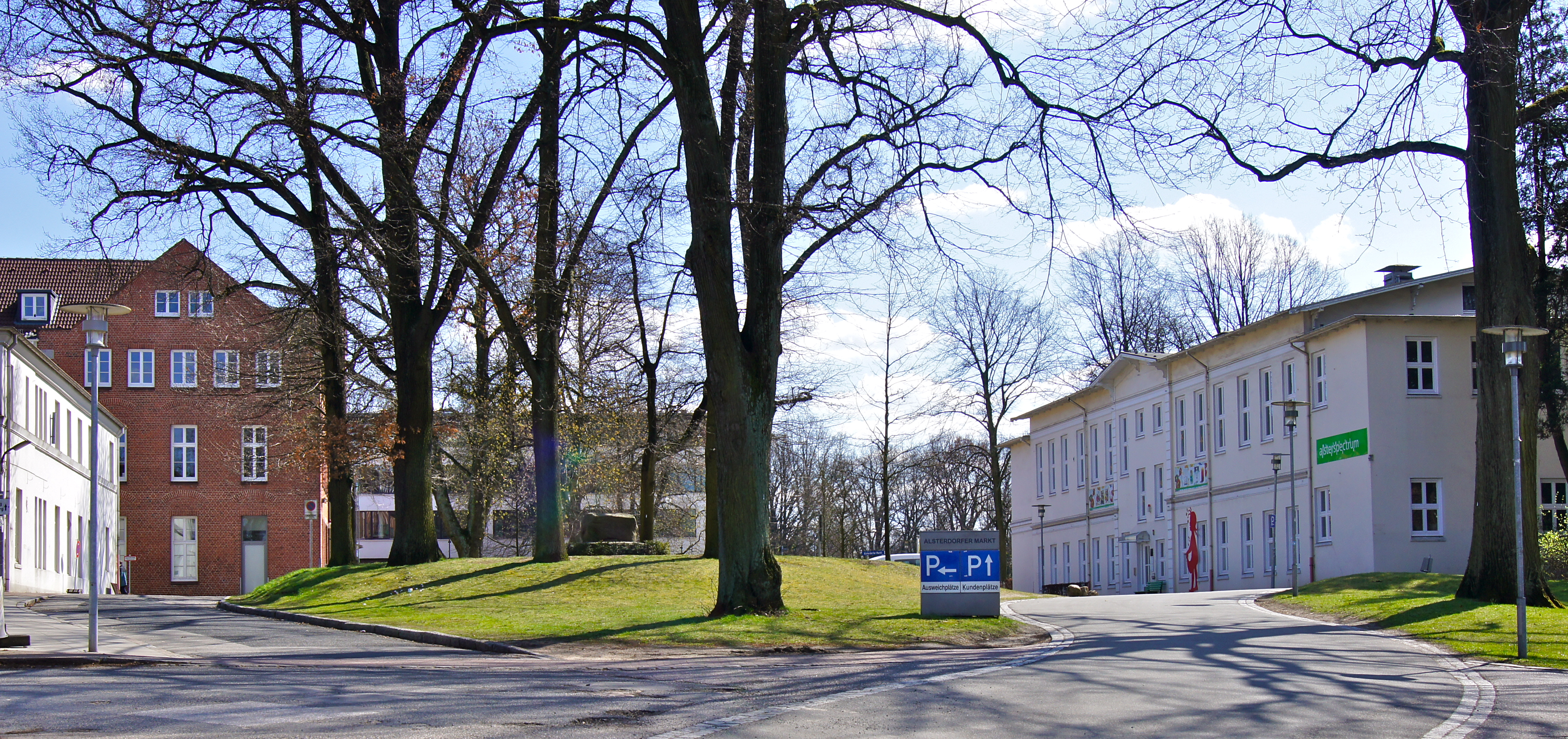
Die Evangelische Stiftung Alsterdorf

- Evangelische Stiftung Alsterdorf
- Israelitisches Krankenhaus
- Berufsfeuerwehr Alsterdorf (F-16)

### Bildung
Nachdem die Alsterdorfer Kinder zuvor in Eppendorf zur Schule gingen, wurde 1883 an der Straßenecke Alsterdorfer Straße / Sengelmannstraße eine zweiklassige Schule errichtet, die heutige Kurt-Juster-Schule. Bekanntester Schüler war der spätere Bremer Bürgermeister Wilhelm Kaisen, der die Schule ab 1893 besuchte und über das damalige Alsterdorf in seinen Memoiren berichtete.
Das Heilwig-Gymnasium, damals noch ein reines Mädchen-Gymnasium, zog 1966 von der Isestraße in die Wilhelm-Metzger-Straße. Seit 1970 nimmt es auch Jungen auf. In der Alsterdorfer Straße befindet sich mit der evangelischen Bugenhagenschule eine 1867 von Heinrich Sengelmann gegründete nichtstaatliche Stadtteilschule. 2009 wurde mit der Schule Alsterpalais eine weitere private Stadtteilschule eröffnet, die sich ebenfalls in der Alsterdorfer Straße befindet.